# Konvence z Montreux

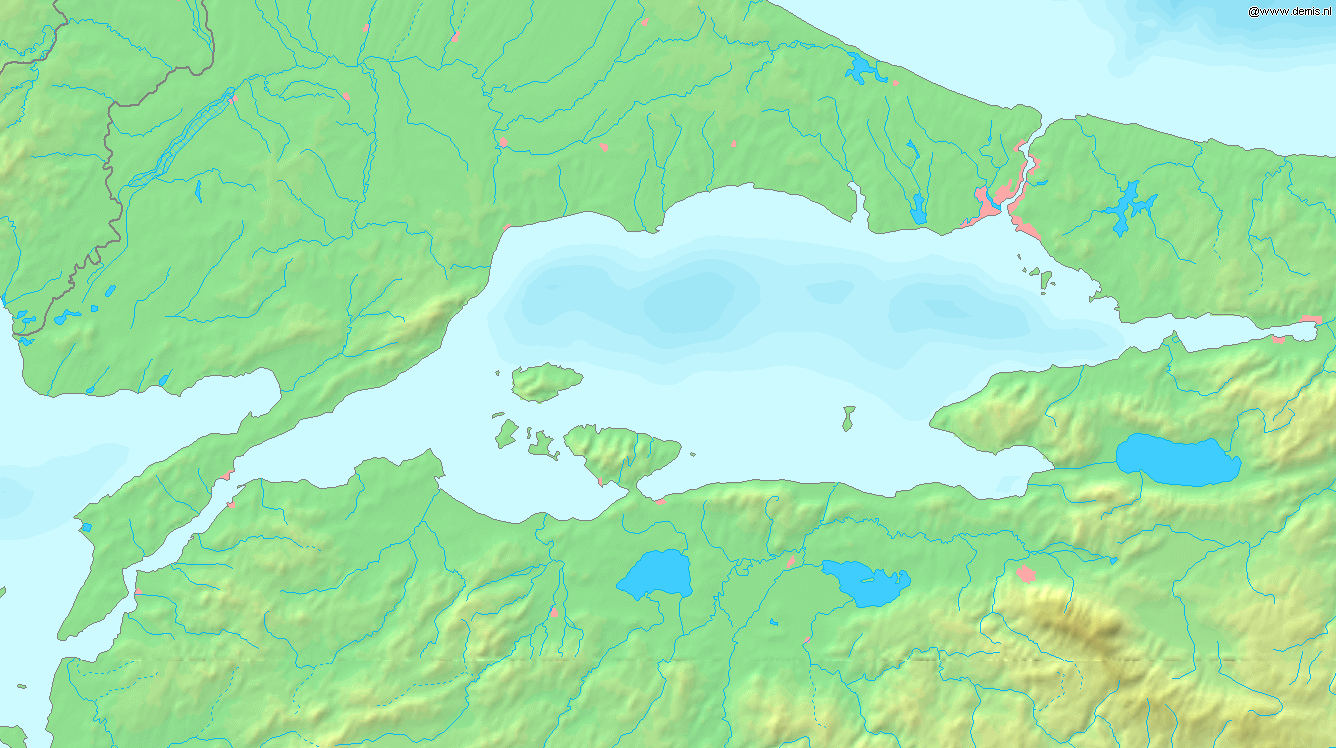
Turecké úžiny: Dardanely, Marmarské moře a úžina Bospor.

Konvence z Montreux je mezinárodní dohoda, která stanovuje a upravuje režim proplouvání válečných lodí úžinami Bospor a Dardanely. Byla uzavřena 20. července 1936 ve Švýcarsku ve městě Montreux, po němž je pojmenovaná, státy Austrálie, Bulharsko, Francie, Německo, Řecko, Rumunsko, Japonsko, Sovětský svaz, Turecko, Spojené království a Jugoslávie a v platnost vstoupila 9. listopadu 1936.

## Konvenční ustanovení
Článek 10. stanovuje že v době míru mohou Úžinami ve dne svobodně proplouvat lehké hladinové lodě, malé bojové lodě a pomocné lodě všech států světa, pokud dodrží podmínky uvedené v článcích 13, 14 a násl. (článek 13 stanoví termíny pro předchozí oznamování proplouvání a článek 14 obsahuje omezení týkající se celkové tonáže a počtu lodí současně přítomných v Úžinách).
Druhý odstavec článku 10 pak uvádí, že ostatní válečné lodě (tj. bitevní lodě, letadlové lodě a ponorky) mohou Úžinami proplouvat za zvláštních podmínek uvedených v článcích 11 a 12.
Článek 11 umožňuje proplouvání bitevních lodí libovolného výtlaku, avšak pouze pokud patří některému ze států přiléhajících k Černému moři.
Článek 12 pak umožňuje proplouvání ponorek, avšak opět jen států přiléhajících k Černému moři. Proplouvání letadlových lodí tedy výslovně nepovoluje žádný článek Konvence. Jelikož ostatní kategorie lodí mají proplouvání výslovně povoleno, lze dovodit, že letadlové lodě nemohou Úžinami proplouvat.
S touto konvencí také souvisí označení ruských letadlových lodí jako „letadlové křižníky“, který je čistě praktický. Sovětské loděnice byly umístěny na pobřeží Černého moře. Každá loď, která se chtěla dostat do Středozemního moře (a dále), musela proplout tureckou úžinou Bospor. Podle této mezinárodní dohody z roku 1936 však Bosporem žádné letadlové lodě proplouvat nemohou. Rusové tedy vždy žádali o povolení plavby pro své „letadlové křižníky“.

## Letadlové lodě
Konvence sice neobsahuje oprávnění pro letadlové lodě proplouvat úžinami, ale neobsahuje však ani výslovný zákaz. Turecko, jež je státem odpovědným za provádění a výklad Konvence, však proplutí sovětských nosičů letadel nepovažovalo za její porušení, ačkoli tyto nosiče mohou být letadlovými loděmi ve smyslu této konvence (nejvýraznějším příkladem je Admiral Kuzněcov). Paradoxně se v samotné konvenci slovo letadlová loď nevyskytuje a je pouze součástí přílohy.
Cílem úmluvy bylo totiž chránit státy přiléhající k Černému moři před námořními silami ostatních států světa a nikoli svět před námořními silami černomořských států. Proplouvání ruských letadlových lodí tedy není proti duchu úmluvy, ač není z formálně-právního hlediska konvencí z Montreux povoleno.

## Platnost konvence
Ačkoli jsou mnohá její ustanovení již zastaralá, Konvence z Montreux je stále platná.

## Příloha podle které byly rozlišeny kategorie válečných lodí
1. Bitevní lodě (les bâtiments de ligne), kterými jsou (zjednodušeně) hladinové válečné lodě jiné než letadlové o výtlaku přes 10 000 t nebo s děly ráže větší než 203 mm,
2. Letadlové lodě (les bâtiments porte-aéronefs), kterými jsou (zjednodušeně) hladinové válečné lodě libovolného výtlaku vybavené především pro přepravu a provoz letounů na moři;
3. Lehké hladinové lodě (les bâtiments légers de surface), kterými jsou hladinové válečné lodě o výtlaku od 100 do 10 000 t s děly do ráže 203 mm;
4. Ponorky (les sous-marins);
5. Malé bojové lodě (les petits navires de combat);
6. Pomocné lodě (les bâtiments auxiliaires).